# Пола (провінція)
44°52′00″ пн. ш. 13°51′00″ сх. д. / 44.86666667° пн. ш. 13.85° сх. д.
Пола (італ. Provincia di Pola) — історична провінція Італії на західному узбережжі півострова Істрія (сучасна Хорватія), що існувала в 1920-1947. Площа провінції становила 3 718 км², населення — прибл. 300 000 осіб. У провінцію входила 41 комуна. Столиця — місто Пула (італ. Pola).

## Історія
До 1918 ця територія входила до складу Австрійського Примор'я Габсбурзької монархії. Провінція Пола створена в 1920 після анексії Істрії Італією по трактату Рапалло (Trattato di Rapallo). На той момент усі комуни провінції були населені переважно італійцями.
У 1924 по Римському трактату (Trattato di Roma) до Поли приєднано місто Фьюме (Рієка), більшість в якому складали хорвати. У тому ж році східну частину провінції Пола виділено в окрему адміністративну одиницю — провінцію Фьюме.
У 1943 Пола перейшла під контроль Вермахту. Після входження столиці Пули та більшої частини населених пунктів до Югославії у 1947, провінція скасована, а більшість італійського населення емігрувала до Італії.
Після Другої світової війни частина провінції Пола, що включала комуни Буйє, Копер, Вілла-Декані, Новіград, Грожнян, Ізола, Марезего, Монте-ді-Каподістрія, Піран, Умаг і Вертенельо, увійшла до зони Б Вільної території Трієст. Офіційно ці комуни передано Югославії лише в 1975, хоча де-факто підпорядковувалися їй з 1953.
На сьогоднішній день всі населені пункти Поли входять до складу Хорватії, за винятком міст Копер, Ізола, Марезего, Монте-ді-Каподістрія, Піран і Вілла-Декані, що належать Словенії.